# Balaguer
Balaguer è un comune spagnolo di 15 240 abitanti situato nella comunità autonoma della Catalogna.
Balaguer è il capoluogo della comarca di Noguera, che fa parte della provincia di Lleida. Si trova a 233 m s.l.m. presso il fiume Segre, un tributario dell'Ebro.

## Storia
Balaguer fu tolta ai Mori da Ermengol VI di Urgell nel 1106; egli ne fece la sua nuova capitale e così rimase per tutti i successivi conti di Urgell.
La città ha un ponte gotico, il "Pont de Sant Miquel", sul fiume Segre. Il ponte, distrutto durante la battaglia del "Cap de Pont" (1938), fu ricostruito dopo la guerra civile.
Un'altra costruzione gotica è la chiesa di Santa Maria, che si trova nella parte più alta della città, accanto alle mura cittadine del 1400.
La parte storica della città si trova nella riva destra del Segre ma, dopo la guerra civile spagnola, fu costruito un ponte moderno che diede inizio allo sviluppo di un moderno allargamento della città sulla riva sinistra.
Le forze di Franco entrarono per la prima volta in Catalogna, dall'Aragona, nel 1938 passando per il ponte di Balaguer.

## Amministrazione

### Gemellaggi
- Alghero

## Galleria d'immagini

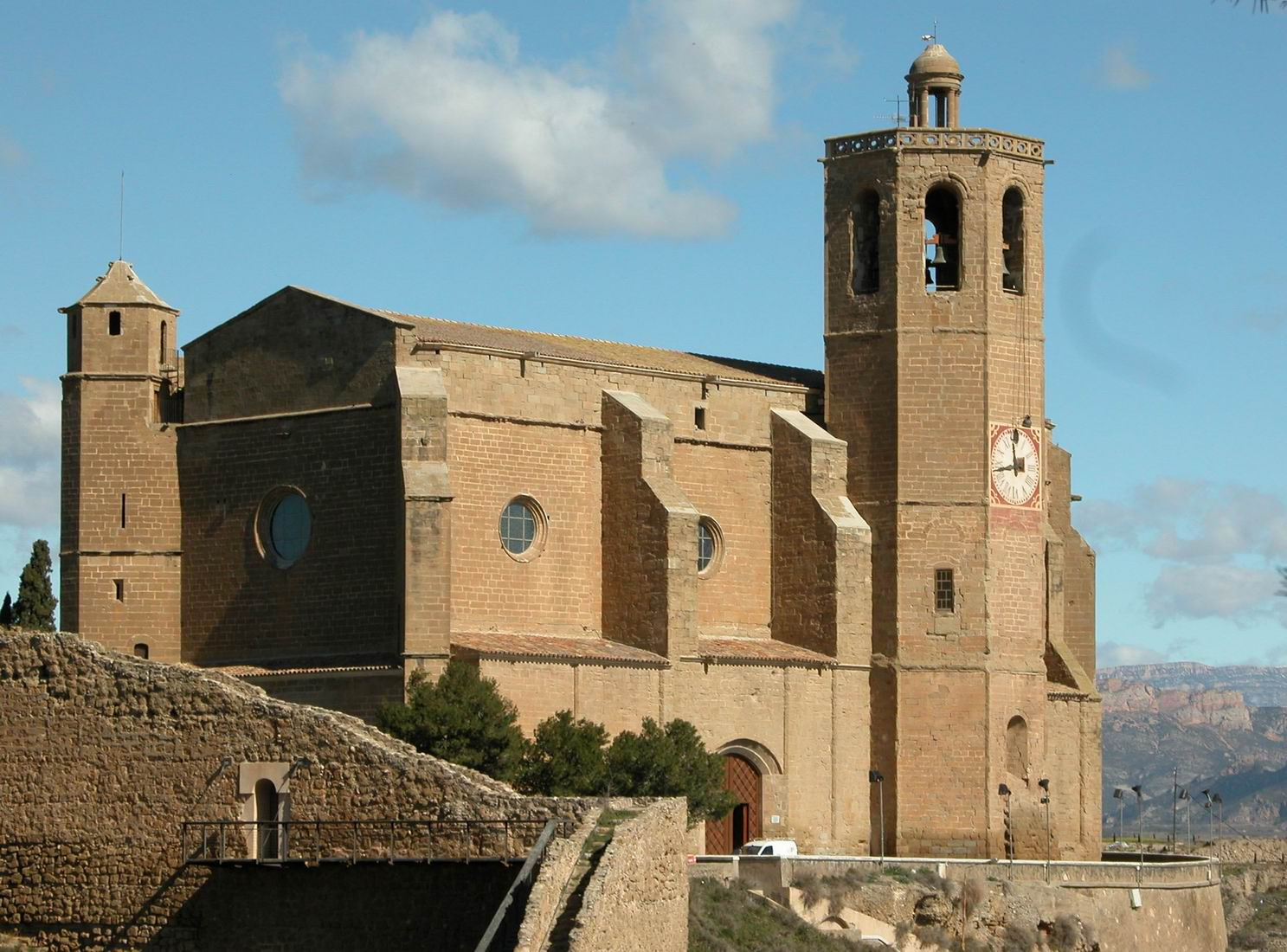
La chiesa di Santa Maria
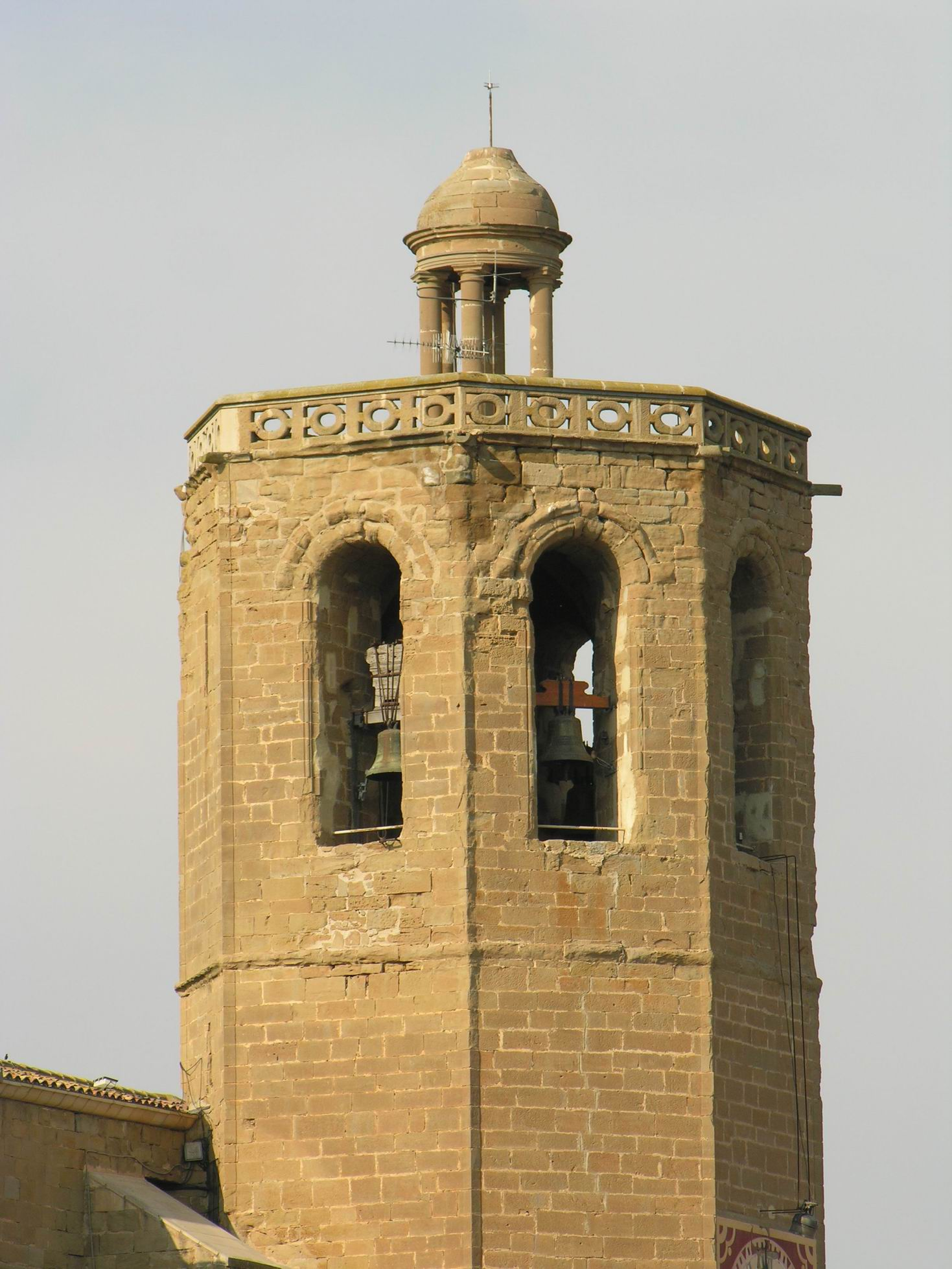
Campanile di santa Maria